# Victor Pineda
Victor Pineda (Bolingbrook, 15 maart 1993) is een Amerikaans voetballer die bij voorkeur als middenvelder speelt. Hij verruilde in 2015 Chicago Fire voor Indy Eleven.

## Clubcarrière
Op 17 augustus 2010 tekende Pineda als Home Grown Player bij Chicago Fire. Daarmee werd hij tevens de eerste Home Grown Player uit de clubgeschiedenis. Op 23 maart 2014 maakte hij tegen New York Red Bulls zijn debuut voor Chicago. Op 13 juni 2014 werd hij verhuurd aan Indy Eleven uit de North American Soccer League. Indy Eleven nam hem aan het einde van het seizoen definitief over van Chicago Fire.